# ジョン・コキロン
ジョン・コキロン（John Coquillon, 1930年7月29日 - 1987年）は、カナダの撮影監督。
1930年7月29日、オランダ・ハーグに生まれる。本名は“Albert Louis Coquillon”。
イギリス・パインウッド・スタジオでのカチンコ係から映画界での活動を始める。1950年代は野生動物ドキュメンタリー映画のカメラマンとしてアフリカ中を飛び回る。1960年代半ばにイギリスに戻る。
1970年代はサム・ペキンパー監督作品の撮影を多く担当した事で知られた。
1980年、『チェンジリング』でジニー賞最優秀撮影賞を受賞した。
1987年、イギリス・ロンドンにて自殺。

## 主なフィルモグラフィー
- サハリ! The Last Safari (1967)
- 呪われた棺　The Oblong Box (1969)
- バンパイアキラーの謎　Scream and Scream Again (1970)
- 嵐が丘 Wuthering Heights (1970)
- バンシーの叫び Cry of the Banshee (1970)
- わらの犬 Straw Dogs (1971)
- ビリー・ザ・キッド/21才の生涯 Pat Garrett and Billy the Kid (1973)
- ケープタウン The Wilby Conspiracy (1975)
- 怪盗軍団 Inside Out (1975)
- 別れのこだま Echoes of a Summer (1976)
- 戦争のはらわた Cross of Iron (1977)
- 39階段 The Thirty Nine Steps (1978) 劇場未公開
- アマールと夜の訪問者 Amahl and the Night Visitors (1978) テレビ映画
- チェンジリング The Changeling (1980)
- ザ・アマチュア The Amateur (1981)
- アイバンホー Ivanhoe (1982)
- ミステリー かまきり Praying Mantis (1982) テレビ映画
- バイオレント・サタデー The Osterman Weekend (1983)
- 探偵ハート&ハート Hart to Hart (1983) テレビドラマ、2話分
- ゲームの達人 Master of the Game (1984) テレビドラマ
- 時計じかけの校長先生 Clockwise (1986) 劇場未公開
- 華麗なる女実業家 続・炎のエマ Hold the Dream (1986) テレビ映画
- ハイパー・サピエンス Hyper Sapien: People from Another Star (1986)
- マンデラ Mandela (1987) テレビ映画
- マイ・ディア・ボディガード Yellow Pages/Going Undercover (1988) 劇場未公開